# 화장실법
화장실법은 트랜스젠더의 화장실 성별 격리 정책에 대한 법률이다. 젠더 포용적 법은 성별 정체성대로 이용권을 보장하고, 시스젠더 규범적 법안은 지정성별이나 생물학적 성별, 신체적 성별에 따라 이용하도록 규정한다.

## 대한민국
성별 정정전의 성전환수술자에게 신체적 성별과 일치하는 성별 정체성대로 여자화장실을 이용할 권리를 보장하지 않으면 차별이고 민사상 불법행위라는 국가인권위원회와 법원 결정이 있다.